# Квасово (Польща)
Квасово (пол. Kwasowo) — село в Польщі, у гміні Славно Славенського повіту Західнопоморського воєводства.
Населення — 493 особи (2011).
У 1975-1998 роках село належало до Слупського воєводства.

## Демографія
Демографічна структура станом на 31 березня 2011 року:
|          | Загалом | Допрацездатний вік | Працездатний вік | Постпрацездатний вік |
| -------- | ------- | ------------------ | ---------------- | -------------------- |
| Чоловіки | 256     | 55                 | 182              | 19                   |
| Жінки    | 237     | 51                 | 140              | 46                   |
| Разом    | 493     | 106                | 322              | 65                   |